# ラ・リシャルデ
ラ・リシャルデ （La Richardais）は、フランス、ブルターニュ地域圏、イル＝エ＝ヴィレーヌ県のコミューン。

## 地理

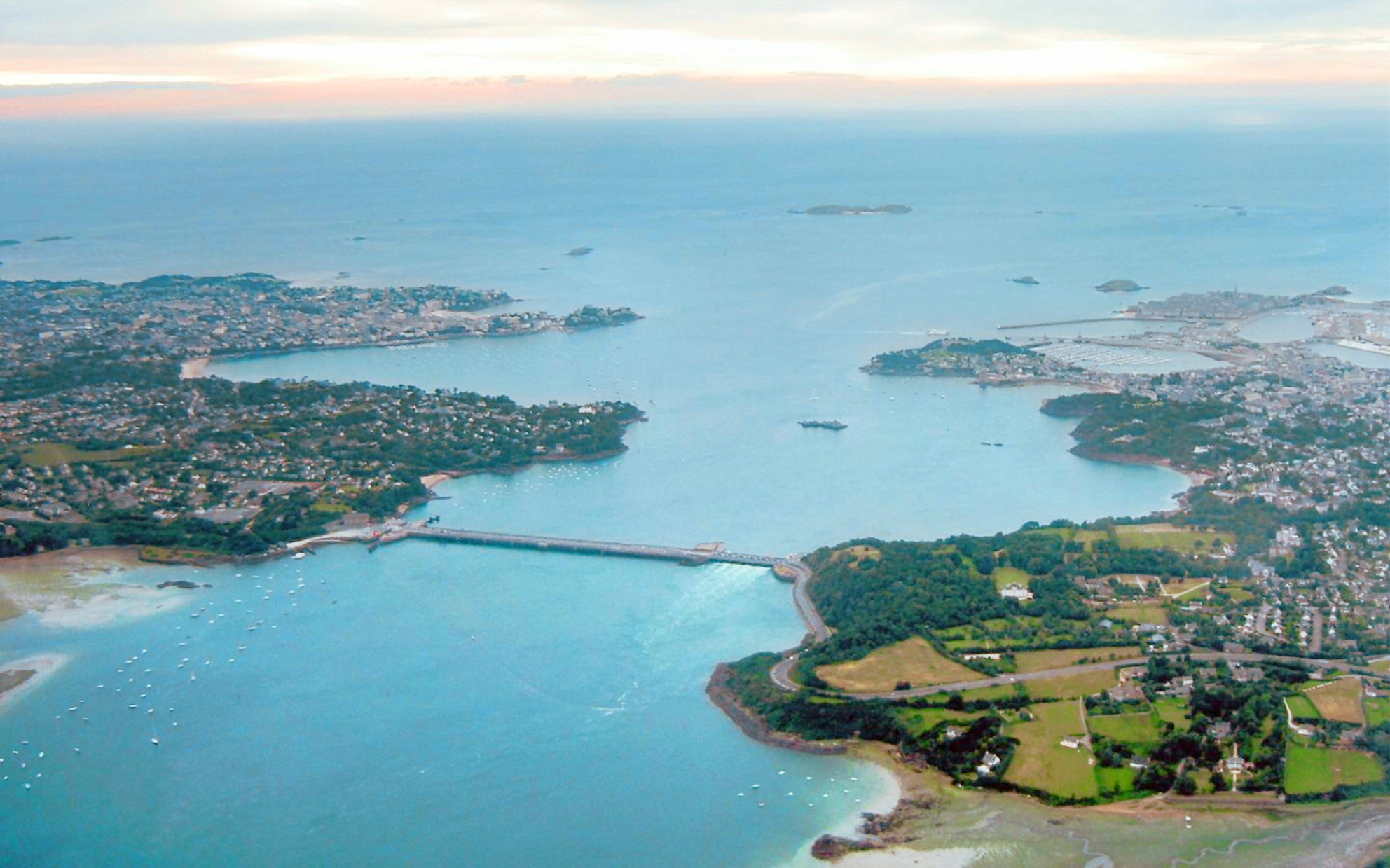
上空から眺めたランス河口。左岸はディナールとラ・リシャルデ

町は、ランス川三角州の左岸に位置する。河口からすぐ上流の地点である。
町は高度に都市化しており、1999年には人口25,006人を数えたディナール都市圏に属している。

## 歴史
アンシャン・レジーム時代、ラ・リシャルデはプルールテュイの小教区であった。小教区は1848年に教区に昇格し、1880年12月27日のデクレによってコミューンとなった。

## 人口統計
| 1962年 | 1968年 | 1975年 | 1982年 | 1990年 | 1999年 | 2006年 | 2011年 |
| ------ | ------ | ------ | ------ | ------ | ------ | ------ | ------ |
| 994    | 972    | 1222   | 1381   | 1801   | 2120   | 2247   | 2381   |

参照元:1999年までEHESS、2004年以降INSEE

## 史跡
- ランス潮汐発電所は、ラ・リシャルデとサン・マロの間に位置しているが、町の最も有名な場所である。

## ゆかりの人物
- ジャン・ラングレー - 作曲家、オルガン奏者。ラ・リシャルデに別荘を持っていた
- ピエール・マノリ - 彫刻家。1975年から亡くなる2001年までラ・リシャルデに居住。